# Galapagosinseln
Die Galapagosinseln (in anderer Schreibweise Galápagos-Inseln, spanisch Islas Galápagos [las ˈislas ɣaˈlapaɣos], IPA lokal: laz ˈihlah ɣaˈlapaɣoh; offiziell Archipiélago de Colón ‚Kolumbus-Archipel‘) sind ein Archipel im östlichen Pazifischen Ozean. Sie liegen am Äquator ca. 1000 km westlich der ecuadorianischen Küste in Südamerika und gehören zu Ecuador. Sie bilden die gleichnamige Provinz Galápagos mit der Hauptstadt Puerto Baquerizo Moreno auf San Cristóbal. Das Wort Galápago (spanisch u. a. für ‚Wulstsattel‘) bezieht sich auf den Schildkrötenpanzer, der bei einigen Arten der Galapagos-Riesenschildkröten im Nackenbereich wie ein Sattel aufgewölbt ist.
Die außerordentliche und einmalige Flora und Fauna der Inselgruppe gehören zum Weltnaturerbe der UNESCO. Sie werden durch den Nationalpark der Galapagosinseln geschützt. Etwa 97 % der Fläche der Inseln und 99 % der sie umgebenden Gewässer innerhalb der Ausschließlichen Wirtschaftszone stehen dadurch unter strengem Naturschutz. Die landwirtschaftliche und fischereiliche Nutzung sowie das Betreten der Inseln und das Befahren der Gewässer sind streng reglementiert und werden durch die Nationalparkverwaltung mit Sitz in Puerto Ayora kontrolliert.
Im Januar 2022 wurde das Meeresschutzgebiet um das 60.000 km² große Hermandad auf 198.000 km² erweitert. Es gehört zu den größten Meeresschutzgebieten der Welt.

## Inseln
Die Inselgruppe besteht aus 13 Inseln mit einer Fläche von mehr als 10 km² und über 100 kleineren bis winzigen Inseln, darunter die weit nordwestlich liegenden Darwin und Wolf. Fünf Inseln sind besiedelt: Santa Cruz, San Cristóbal, Isabela, Floreana und Baltra (keine Wohnbevölkerung, aber ein Militärstützpunkt mit Kasernen für ca. 400 Soldaten und Angehörige der Küstenwache).
Inseln mit einer Fläche von mehr als einem Quadratkilometer sind in der nachstehenden Tabelle aufgelistet:
| Insel         | Engl. Name    | Unter- gruppe | Kanton        | Erhebung          | Höhe m | Fläche km² |
| ------------- | ------------- | ------------- | ------------- | ----------------- | ------ | ---------- |
| Isabela       | Albemarle     | West          | Isabela       | Wolf              | 1707   | 4.588,1    |
| Santa Cruz    | Indefatigable | Zentral       | Santa Cruz    | Cerro Crocker     | 864    | 985,6      |
| Fernandina    | Narborough    | West          | Isabela       | La Cumbre         | 1476   | 642,5      |
| San Salvador  | James         | Zentral       | Santa Cruz    | Cerro Pelado      | 907    | 584,7      |
| San Cristóbal | Chatham       | Ost           | San Cristóbal | Cerro San Joaquín | 730    | 558,1      |
| Floreana      | Charles       | Ost           | San Cristóbal | Cerro Pajas       | 640    | 172,5      |
| Marchena      | Bindloe       | Nord          | Santa Cruz    |                   | 343    | 130        |
| Española      | Hood          | Ost           | San Cristóbal |                   | 206    | 60,5       |
| Pinta         | Abington      | Nord          | Santa Cruz    |                   | 777    | 59,4       |
| Baltra        | South Seymour | Zentral       | Santa Cruz    |                   | …      | 26,2       |
| Santa Fé      | Barrington    | Zentral       | San Cristóbal |                   | …      | 24,1       |
| Pinzón        | Duncan        | Zentral       | Santa Cruz    |                   | 458    | 18,2       |
| Genovesa      | Tower         | Nord          | San Cristóbal |                   | 64     | 14,1       |
| Rábida        | Jervis        | Zentral       | Santa Cruz    |                   | …      | 5          |
| Seymour Norte | North Seymour | Zentral       | Santa Cruz    |                   | …      | 1,8        |
| Wolf          | Wenman        |               | Isabela       |                   | 253    | 1,3        |
| Tortuga       | Brattle       | West          | Isabela       |                   | …      | 1,3        |
| Bartolomé     | Bartholomew   | Zentral       | Santa Cruz    |                   | 114    | 1,2        |
| Darwin        | Culpepper     |               | Isabela       |                   | 165    | 1,1        |

Unter den zahlreichen kleineren Inseln sind die Daphne-Inseln (vor allem Daphne Major), Plaza Sur, Isla Sin Nombre sowie der isolierte Roca Redonda, eine Vogelbrutstätte, erwähnenswert.

## Geschichte

### Vorkolumbianische Ära
Laut einer Studie von Thor Heyerdahl und Arne Skjølsvold aus dem Jahr 1952 deuten Scherben und andere Artefakte von mehreren Stätten auf den Inseln auf den Besuch südamerikanischer Völker in präkolumbianischer Zeit hin. Die Gruppe fand eine Flöte und Scherben von mehr als 130 Keramikstücken, die später als prä-inkanisch identifiziert wurden. Es wurden jedoch nie Reste von Gräbern, Zeremonialgefäßen und Konstruktionen gefunden, was darauf hindeutet, dass vor der Ankunft der Spanier im 16. Jahrhundert keine dauerhafte Besiedlung stattgefunden hat. Es ist nicht klar, wer die ersten Besucher der Inseln waren, aber sie waren wahrscheinlich unbeeindruckt von dem Mangel an Süßwasser auf den Inseln. Ob die Inkas es jemals hierher geschafft haben, ist umstritten; 1572 behauptete der spanische Chronist Pedro Sarmiento de Gamboa, dass Túpac Yupanqui, der zweite Sapa Inka des Inkareiches, den Archipel besucht habe, aber dafür gibt es kaum Beweise, und viele Experten halten es für eine weit hergeholte Legende, zumal die Inkas keine Seefahrer waren.

### Europäische Reisen
Die europäische Entdeckung der Galápagos-Inseln erfolgte, als der Spanier Tomás de Berlanga, der damalige Bischof von Panama, nach Peru segelte, um einen Streit zwischen Francisco Pizarro und seinen Leutnants beizulegen. De Berlangas Schiff kam vom Kurs ab, als der Wind nachließ, und seine Mannschaft erreichte die Inseln am 10. März 1535. Sie strandeten an einer der Vulkaninseln. Mehrere Tage verbrachten sie dort und suchten nach Trinkwasser. Zehn Pferde und zwei Spanier verdursteten. Die Restlichen tranken den Saft der Kakteen und erbeuteten Seelöwen und Riesenschildkröten. In einer Schlucht fanden sie schließlich ausreichend Trinkwasser für die Heimfahrt.

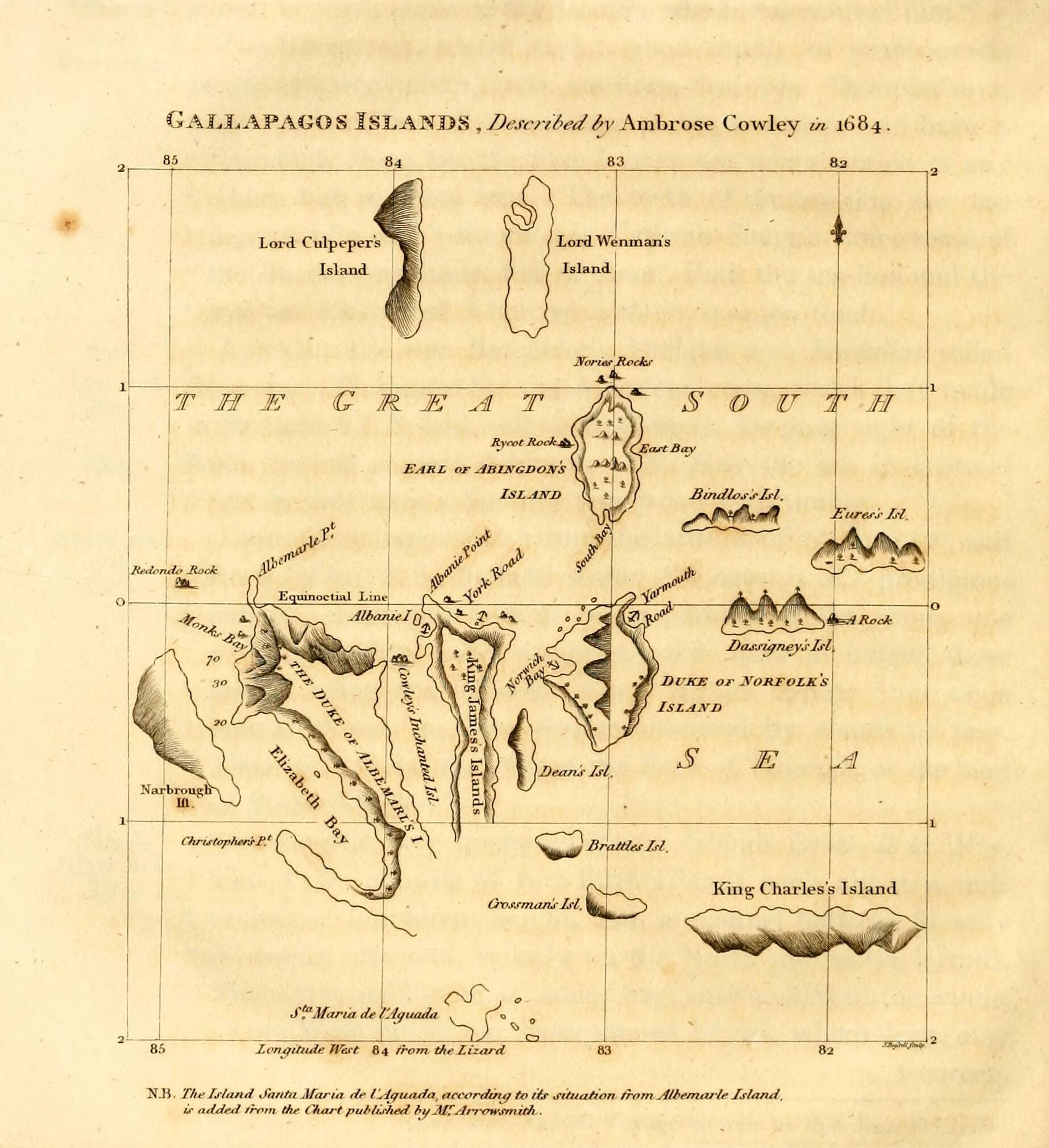
Karte der Galapagosinseln wie von William Ambrose Cowley 1684 beschrieben

Die Inselgruppe wurde zunächst als Islas Encantadas ‚Verzauberte Inseln‘ bezeichnet, da niemand so weit draußen im Ozean noch Inseln vermutet hätte und starke Strömungen zwischen den Inseln und um sie herum bei den Seefahrern leicht den Eindruck erwecken konnten, die Inseln selbst änderten immer wieder ihre Lage.
Der erste englische Kapitän, der die Galápagos-Inseln besuchte, war Richard Hawkins im Jahr 1593.
Im 17. Jahrhundert bis zum frühen 19. Jahrhundert waren die Inseln Versteck und Fluchtort für meist englische Seeräuber – darunter John Cook oder William Cowley – die meist Goldschiffe der Spanier aus Mexiko und Südamerika überfielen.
Im 19. Jahrhundert wurden die Inseln nach den dort vorkommenden Riesenschildkröten in Islas Galápagos umbenannt.

### Ecuadorianisches Galápagos
Am 12. Februar 1832 nahm General José de Villamil die Inseln für Ecuador in Besitz. Er nannte die Inseln Archipiélago del Ecuador. Es begann die erste dauerhafte Besiedlung der Inseln. Zuvor waren die Inseln im Besitz der Spanier, die jedoch kein Interesse an ihnen zeigten. José de Villamil wurde erster Gouverneur der Galápagos-Inseln und brachte eine Gruppe von Sträflingen auf die Insel Floreana, und im Oktober 1832 schlossen sich ihnen einige Handwerker und Bauern an.
1835 besuchte Charles Darwin die Inseln. 1892 wurden die Galapagosinseln zu Ehren der Entdeckung Amerikas durch Christoph Kolumbus in Archipiélago de Colón umbenannt.
In den 1920er Jahren lebten rund 400 Menschen auf den Inseln. Viele, wie Floreana oder Isabela, waren von 1934 bis 1959 Strafkolonien.
1959 erklärte die ecuadorianische Regierung die Inseln zum Nationalpark Galápagos, mit rund 1000 Bewohnern. 1968 waren 97 Prozent der Landfläche unter Schutz des Nationalparks gestellt; Siedlungen und bisherige landwirtschaftliche Flächen erhielten Bestandsschutz. Seit 1978 stehen die Inseln auf der UNESCO-Liste des Weltnaturerbes. 1996 kam es zur Ausrufung des Marine-Reservats Galápagos durch das Instituto Ecuatoriano Forestal de Areas Naturales y Vida Silvestre. 1998 wurde der Schutz des Marine-Reservats Galapágos durch den Nationalpark Galápagos gesetzlich verankert. 2001 wurde das Weltnaturerbegebiet um das Marine-Reservat erweitert. Von 2007 bis 2010 war das Naturerbe auf der Roten Liste der UNESCO geführt.

## Geografie
Die Galapagosinseln sind vulkanischen Ursprungs. Die tektonische Platte (Nasca-Platte), auf der die Inseln liegen, bewegt sich über einen Hot-Spot, der auch heute noch vulkanische Aktivität auf den Inseln Isabela und Fernandina bewirkt und bereits davor seine Spuren in der Karibik hinterließ. Die Inseln werden in Richtung Südosten älter, allerdings überlappen die Datierungen der Gesteine der einzelnen Inseln, da diese nicht durch singuläre vulkanische Ereignisse entstanden. Auf der Insel Fernandina brach der Vulkan Cumbre zuletzt im April 2009 aus, auf Isabela der Wolf am 7. Januar 2022. Einige Gesteine der Inseln entstanden vor 89 Ma unter den heißesten Temperaturen des Phanerozoikums.

### Bevölkerung
Die Volkszählung von 2015 ergab eine Einwohnerzahl von 25.244. Nur fünf der Inseln sind bewohnt: Baltra, Floreana, Isabela, San Cristóbal und Santa Cruz. Puerto Ayora auf Santa Cruz ist mit Abstand der größte Ort, gefolgt von Puerto Baquerizo Moreno, der Hauptstadt der Provinz Galápagos auf San Cristóbal und Puerto Villamil auf Isabela.

### Biogeografie
Aufgrund ihrer Entfernung von anderen Landmassen zeichnen sich die Galapagosinseln durch eine Vielzahl endemischer Tier- und Pflanzenarten aus. Die Einführung fremder Arten sowie die Jagd haben im 19. Jahrhundert viele einzigartige Tierarten fast zum Aussterben gebracht. Die Galapagos-Riesenschildkröten waren lange durch Anfang des 18. Jahrhunderts eingeführte Ziegen bedroht, die den Schildkröten ihre Nahrung wegfraßen; dieses Problem wurde durch gezielte Tötung der Ziegen, u. a. aus Helikoptern, im Jahr 2007 gelöst. Die Gelege von Vögeln und darüber hinaus das Überleben aller Tiere, die sich über Jahrmillionen an die spezifischen Lebensräume der Inseln angepasst haben, sind durch die mittlerweile (2009) etwa 25.000 Einwohner und ihre ursprünglich mitgebrachten, für das Ökosystem fremden Kleintiere (Hunde, Katzen und Ratten) bedroht. Durch Lebensmittellieferungen gelangen oft Parasiten, Krankheitskeime, Tiere und Pflanzen auf die Inseln. Über 200 neue Arten kamen in den letzten zehn Jahren (Stand 2009) auf die Inseln, darunter Parasiten, die das Blut von Finkenküken saugen, oder Malariaerreger, die Pinguine befallen. Die eingeschleppte Fruchtfliege Ceratitis capitata ist eine gefährliche Plage, denn sie kann sehr viele verschiedene Kulturarten befallen und deren Früchte verfaulen lassen. Sie ist eine enorme Bedrohung für die Inseln.

### Klima
Obwohl die Inseln in Äquatornähe liegen, ist das Klima aufgrund des mit 20 Grad Celsius relativ kühlen Meerwassers (vom Humboldtstrom und von aufsteigendem Tiefenwasser) eher gemäßigt. Das nährstoffreiche Tiefenwasser ist verantwortlich für den Artenreichtum rund um den Archipel.
|                       | Jan  | Feb  | Mär  | Apr  | Mai  | Jun  | Jul  | Aug  | Sep  | Okt  | Nov  | Dez  |   |      |
| Mittl. Tagesmax. (°C) | 28,9 | 29,8 | 30,1 | 29,6 | 28,7 | 27,1 | 25,8 | 25,0 | 24,6 | 25,7 | 26,0 | 27,2 | ⌀ | 27,4 |
| Mittl. Tagesmin. (°C) | 22,5 | 22,6 | 22,4 | 22,4 | 22,2 | 21,0 | 20,0 | 19,1 | 18,7 | 19,1 | 19,9 | 21,1 | ⌀ | 20,9 |
|                       |      |      |      |      |      |      |      |      |      |      |      |      |   |      |
| Niederschlag (mm)     | 48   | 115  | 88   | 83   | 23   | 3    | 9    | 6    | 6    | 7    | 6    | 12   | Σ | 406  |
|                       |      |      |      |      |      |      |      |      |      |      |      |      |   |      |
| Sonnenstunden (h/d)   | 5,7  | 8,3  | 7,3  | 7,9  | 7,7  | 7,7  | 6,7  | 6,1  | 5,3  | 5,2  | 5,3  | 5,7  | ⌀ | 6,6  |
|                       |      |      |      |      |      |      |      |      |      |      |      |      |   |      |
| Wassertemperatur (°C) | 25   | 26   | 27   | 26   | 25   | 24   | 23   | 22   | 22   | 22   | 23   | 24   | ⌀ | 24,1 |
|                       |      |      |      |      |      |      |      |      |      |      |      |      |   |      |
| Luftfeuchtigkeit (%)  | 80   | 82   | 82   | 82   | 80   | 78   | 78   | 79   | 78   | 77   | 74   | 76   | ⌀ | 78,8 |

| 22,5 |

| 22,6 |

| 22,4 |

| 22,4 |

| 22,2 |

| 21,0 |

| 20,0 |

| 19,1 |

| 18,7 |

| 19,1 |

| 19,9 |

| 21,1 |

| 22,5 |

| 22,6 |

| 22,4 |

| 22,4 |

| 22,2 |

| 21,0 |

| 20,0 |

| 19,1 |

| 18,7 |

| 19,1 |

| 19,9 |

| 21,1 |

El Niño

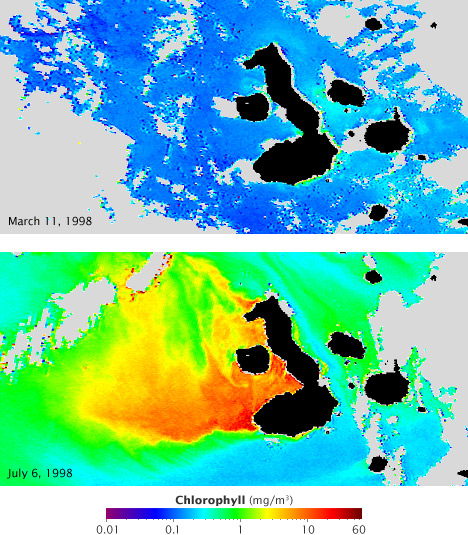
Diese Satellitenkarten zeigen die Chlorophyll-Konzentration (die mit der Abundanz des Phytoplanktons übereinstimmt) während El Niño. (oben) und La Niña (unten). Blau steht für niedrige Konzentrationen, gelb, orange und rot für hohe Konzentrationen. Strömungen, die normalerweise das Phytoplankton düngen, kehren sich während El Niño um, was zu unproduktiven Ozeanen führt. Dieselben Strömungen werden durch La Niña verstärkt, was zu einer Explosion des Meereslebens führt.

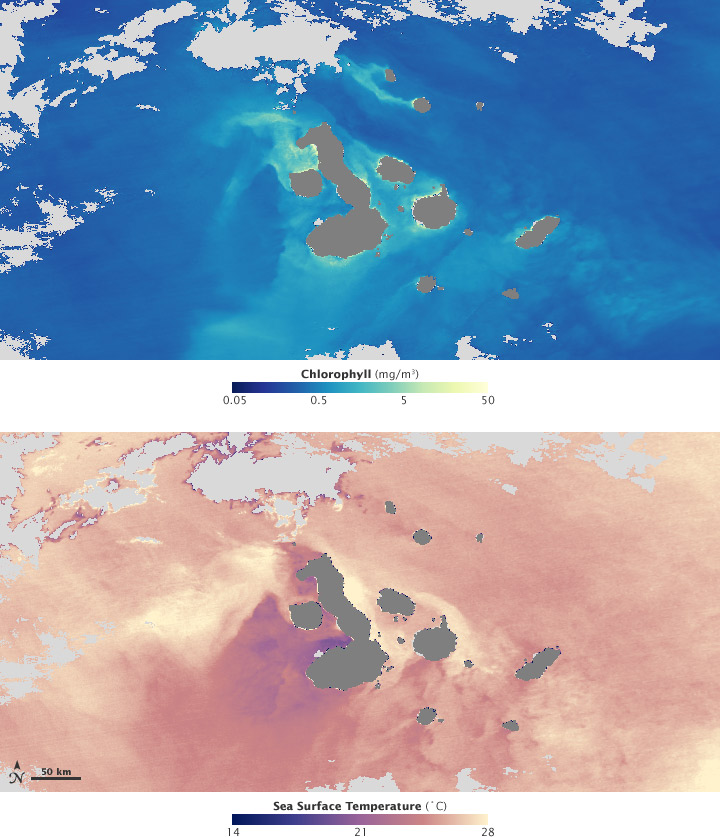
Das untere Bild zeigt die Meeresoberflächentemperatur, kühles aufsteigendes Wasser ist violett gefärbt. Gedeihende Phytoplanktonpopulationen sind durch hohe Chlorophyllkonzentrationen (oberes Bild) gekennzeichnet, die grün und gelb gefärbt sind. Die Bilder wurden am 2. März 2009 aufgenommen.

In sogenannten El-Niño-Jahren verändern sich die Meeresströmungen und die Niederschlagsmengen. Das ausbleibende Tiefenwasser dezimiert auf das Meer angewiesene Arten, während sich aus den hohen Regenmengen ein überdurchschnittliches Pflanzenwachstum und daraus ein saisonbedingter Tierreichtum ergibt.
1999 verursachte ein heftiger El Niño ein schwerwiegendes Korallensterben sowie die Vernichtung von ca. 60 % der Pinguin-Population.
Niederschlag
Die Regenzeit dauert, mit einem Gipfel im April, von Januar bis Juni. Das übrige Jahr über fällt fast kein Niederschlag. Lediglich in den höheren Lagen gibt es, vor allem an der Südostseite der höheren Inseln, einen feinen Nieselregen („Garua“) und folglich auch ganzjährig grüne Vegetation.
Das Wetter ändert sich mit zunehmender Höhe auf den großen Inseln. Die Temperatur nimmt mit der Höhe allmählich ab, während die Niederschläge aufgrund der Kondensation von Feuchtigkeit in den Wolken an den Hängen zunehmen. Es gibt eine große Spanne an Niederschlägen von einem Ort zum anderen, nicht nur mit der Höhe, sondern auch in Abhängigkeit von der Lage der Inseln und auch mit den Jahreszeiten.
Die folgende Tabelle, die dem nassen Jahr 1969 entspricht, zeigt die Variation der Niederschläge an verschiedenen Orten der Insel Santa Cruz:
| Standort  | Charles Darwin Station | Devine Farm | Media Luna |
| Höhe      | 6 m                    | 320 m       | 620 m      |
| --------- | ---------------------- | ----------- | ---------- |
| Januar    | 23,0 mm                | 78,0 mm     | 172,6 mm   |
| Februar   | 16,8 mm                | 155,2 mm    | 117,0 mm   |
| März      | 249,0 mm               | 920,8 mm    | 666,7 mm   |
| April     | 68,5 mm                | 79,5 mm     | 166,4 mm   |
| Mai       | 31,4 mm                | 214,6 mm    | 309,8 mm   |
| Juni      | 16,8 mm                | 147,3 mm    | 271,8 mm   |
| Juli      | 12,0 mm                | 42,2 mm     | 135,6 mm   |
| August    | 3,8 mm                 | 13,7 mm     | 89,5 mm    |
| September | 18,5 mm                | 90,9 mm     | 282,6 mm   |
| Oktober   | 3,2 mm                 | 22,6 mm     | 96,5 mm    |
| November  | 11,0 mm                | 52,8 mm     | 172,7 mm   |
| Dezember  | 15,7 mm                | 84,1 mm     | 175,3 mm   |
| Summe     | 469,7 mm               | 1901,7 mm   | 2656,4 mm  |

Der Niederschlag hängt auch von der geographischen Lage ab. Im März 1969 betrug der Niederschlag über der Charles-Darwin-Station an der Südküste von Santa Cruz 249,0 mm, während auf der Insel Baltra im selben Monat nur 137,6 mm Niederschlag fiel. Dies liegt daran, dass Baltra in Bezug auf die vorherrschenden Südwinde hinter Santa Cruz liegt, so dass der größte Teil der Feuchtigkeit im Hochland von Santa Cruz niedergeht.
Auch die Niederschläge ändern sich von einem Jahr zum anderen erheblich. An der Station Charles Darwin betrug der Niederschlag im März 1969 249,0 mm, im März 1970 jedoch nur 1,2 mm.
Auf den größeren Inseln wirkt sich das Muster von allgemein feuchtem Hochland und trockenerem Tiefland auf die Flora aus. Die Vegetation im Hochland ist tendenziell grün und üppig, teilweise mit tropischen Wäldern. Die Tieflandgebiete haben eine eher trockene und halbtrockene Vegetation, mit vielen dornigen Sträuchern und Kakteen, und anderswo fast kahles Vulkangestein.

## Naturschutz
Am 24. November 1959, dem 100. Jahrestag der Veröffentlichung von Darwins Hauptwerk, Über die Entstehung der Arten, erklärte die ecuadorianische Regierung mit Ausnahme der bereits besiedelten Gebiete insgesamt 97,5 Prozent der Landfläche des Archipels zum Nationalpark. Nachfolgend kamen umfassende Meeresreservate hinzu. Im Mai 2023 einigten sich die ecuadorianische Regierung und die Credit Suisse auf den bisher größten „Debt-for-Nature-Swap“, einen Schuldentausch zugunsten des Umweltschutzes. Hierzu kaufte die Schweizer Großbank ecuadorianische Staatsanleihen im Nennwert von 1,6 Milliarden Dollar zurück. Die durch den Rückkauf freigesetzten Mittel investiert Ecuador in den Schutz des Inselarchipels.
Nach der Ausrufung des Nationalparks Galápagos und der Gründung der Charles-Darwin-Forschungsstation wurden die Galápagosinseln zunehmend von Tourismus und Fischereiwirtschaft geprägt. Ursprünglich ein Traumziel für Biologen, wurden sie zu einem boomenden Wirtschaftsraum, in dem ökonomische Interessen gegen ökologische abgewogen werden müssen.
Das Meeresgebiet rund um die Inseln bietet großen Fischreichtum. Besonders gefragt sind Haifischflossen und Seegurken. Der Fang von Seegurken ist unter Auflagen erlaubt, der Fang von Haifischen dagegen verboten. Allgemein ist der Fischfang im Meeresschutzgebiet Reserva Marina Galápagos nur unter Auflagen erlaubt, wobei für bestimmte Arten besondere Bestimmungen und Auflagen gelten.
Es kommt immer wieder zu Konflikten zwischen Naturschützern und Fischern, die sich durch die Auflagen behindert fühlen. Im März 2004 kam es wieder zu Unruhen; im Juni desselben Jahres wurden die Charles-Darwin-Forschungsstation und die Nationalparkverwaltung für zwei Wochen blockiert. Daraufhin wurde nicht, wie in Nachhaltigkeitsuntersuchungen gefordert, die Quote gesenkt. In der folgenden Fangsaison, Herbst 2004, wurde dann diese Quote bei weitem nicht ausgeschöpft.
Im April 2007 erklärte die Regierung Ecuadors die Inseln mit ihrer einzigartigen Fauna und Flora zu einem ökologischen Risikogebiet. Tourismus, Luftfahrt und Ansiedlung sollen künftig eingeschränkt werden. Ecuador wollte damit möglichen Maßnahmen der UNESCO zuvorkommen, die wiederholt damit gedroht hatte, der Inselgruppe im Pazifischen Ozean den vor drei Jahrzehnten verliehenen Status als Welterbe der Natur abzuerkennen. Im Juni 2007 setzte die UNESCO die Inseln auf die Rote Liste des gefährdeten Welterbes. Regulierungen des Tourismus, Siedlungsbeschränkungen und Bestrebungen zur Selbstversorgung mit Energie und Lebensmitteln führten im Juli 2010 zur Streichung von der Roten Liste. Noch immer gelten jedoch mehr als die Hälfte aller endemischen Tierarten und jede fünfte Pflanzenart als bedroht.
Seit Jahren gibt es strenge Zuzugsregeln für die einheimische Bevölkerung. Diese wurden in der Vergangenheit zunächst kaum durchgesetzt. Seit dem Inkrafttreten der Gesetze von 2007 hat sich der Zustrom von illegalen Zuwanderern vom Festland zwar spürbar verringert, trotzdem nimmt die Wohnbevölkerung insgesamt weiter zu.
Mitte Januar 2022 unterzeichnete Ecuadors Präsident Guillermo Lasso auf einem Forschungsschiff in der Bucht von Puerto Ayora im Beisein von Ex-US-Präsident Bill Clinton und Kolumbiens Staatschef Iván Duque ein entsprechendes Dekret, das das Meeresschutzgebiet auf insgesamt 198.000 km² erweitert. Der neu hinzugekommene 60.000 km² große Teil namens „Hermandad“ soll die Galapagosinseln mit den Inseln Coiba (Panama), Malpelo (Kolumbien) und Kokos (Costa Rica) verbinden und die Wanderrouten bedrohter Tierarten schützen. Die Staatschefs der beteiligten Länder hatten den Plan auf der UN-Klimakonferenz 2021 in Glasgow angekündigt.

### Eintragung als Weltnaturerbe
Die Galapagosinseln wurden 1978 aufgrund eines Beschlusses der zweiten Sitzung des Welterbekomitees als Naturerbestätte in die Liste des UNESCO-Welterbes eingetragen.
Nach der Erweiterung um das Meeresschutzgebiet 2001 umfasst die Welterbestätte nun eine Fläche von 14.066.514 ha.
In der Begründung für die Eintragung heißt es zusammenfassend:

„[…] Seine geographische Lage am Zusammenfluss von drei Meeresströmungen macht es zu einem der reichhaltigsten Meeresökosysteme der Welt. Die anhaltende seismische und vulkanische Aktivität spiegelt die Prozesse wider, die die Inseln geformt haben. Diese Prozesse, zusammen mit der extremen Isolation der Inseln, führten zur Entwicklung von ungewöhnlichem Tier- und Pflanzenleben – wie z. B. Meeresleguane, flugunfähige Kormorane, Riesenschildkröten, riesige Kakteen, endemische Bäume und die vielen verschiedenen Arten von Spottdrosseln und Finken – die alle Charles Darwins Theorie der Evolution durch natürliche Auslese nach seinem Besuch im Jahr 1835 inspirierten.“

Die Eintragung erfolgte aufgrund der Kriterien (vii), (viii), (ix) und (x).

„(vii): Das Galapagos-Marinereservat ist ein Unterwasser-Naturschauspiel mit einem Artenreichtum, der von Korallen über Haie und Pinguine bis hin zu Meeressäugetieren reicht. Kein anderer Ort der Welt kann eine Erfahrung des Tauchens mit einer solchen Vielfalt an Meereslebewesen bieten, die den Menschen so vertraut sind, dass sie die Taucher begleiten. Die Vielfalt der geomorphologischen Unterwasserformen ist ein Mehrwert für die Stätte. Sie bietet einen einzigartigen Anblick, der nirgendwo sonst auf der Welt zu finden ist.“

„(viii): Die Geologie des Archipels beginnt am Meeresboden und taucht über dem Meeresspiegel empor, wo sich biologische Prozesse fortsetzen.. Drei große tektonische Platten – Nazca, Cocos und Pazifik – treffen sich im Meeresuntergrund, was von bedeutendem geologischen Interesse ist. Im Vergleich zu den meisten ozeanischen Archipelen sind die Galapagosinseln sehr jung, mit den größten und jüngsten Inseln Isabela und Fernandina, die weniger als eine Million Jahre alt sind, und den ältesten Inseln Española und San Christóbal, die zwischen drei und fünf Millionen Jahre alt sind. Die Stätte demonstriert die Entwicklung der jüngeren Vulkangebiete im Westen und der älteren Inseln im Osten. Laufende geologische und geomorphologische Prozesse, einschließlich der jüngsten Vulkanausbrüche, kleiner seismischer Bewegungen und der Erosion, geben wichtige Einblicke in das Rätsel um die Entstehung der Inseln. Kaum eine andere Stätte auf der Welt bietet den Schutz eines derart vollständigen Kontinuums geologischer und geomorphologischer Merkmale.“

„(ix): Der Ursprung der Flora und Fauna der Galapagosinseln ist seit Veröffentlichung der »Fahrt der Beagle« von Charles Darwin im Jahr 1839 von großem Interesse für die Menschen. Die Inseln stellen ein fast einzigartiges Beispiel dafür dar, wie ökologische, evolutionäre und biogeographische Prozesse die Flora und Fauna sowohl auf bestimmten Inseln als auch auf dem gesamten Archipel beeinflussen. Darwins Finken, Spottdrosseln, Landschnecken, Riesenschildkröten und eine Reihe von Pflanzen- und Insektengruppen stellen mit die besten Beispiele für adaptive Radiation dar, die bis zum heutigen Tag anhält. Ebenso hat das Meeresschutzgebiet, das am Zusammenfluss von drei großen Ostpazifikströmungen liegt und von Klimaphänomenen wie El Niño beeinflusst wird, große evolutionäre Konsequenzen gehabt und liefert wichtige Hinweise auf die Entwicklung der Arten unter veränderten Bedingungen. Die direkte Abhängigkeit eines Großteils der Tierwelt der Insel (z. B. Seevögel, Meeresleguane, Seelöwen) vom Meer ist überdeutlich und stellt eine untrennbare Verbindung zwischen der Land- und der Meereswelt dar.“

„(x): Die Inseln weisen eine für solche jungen ozeanischen Inseln relativ hohe Artenvielfalt auf und enthalten emblematische Taxa wie Riesenschildkröten und Landleguane, die nördlichste Pinguinart der Welt, flugunfähige Kormorane sowie die historisch wichtigen Darwinfinken und Galapagos-Spottdrosseln. Endemische Flora wie die riesigen Baummageriten Scalesia spp. und viele andere Gattungen haben sich ebenfalls auf den Inseln ausgebreitet. Sie gehören zu einer einheimischen Flora mit etwa 500 Gefäßpflanzen, von denen etwa 180 endemisch sind. Die endemischen und bedrohten Arten umfassen 12 einheimische Landsäuger (11 endemisch, davon 10 bedroht oder ausgestorben) und 36 Reptilienarten (alle endemisch und größtenteils als bedroht oder ausgestorben angesehen), darunter der einzige Meeresleguan der Welt. Auch die Meeresfauna hat ein ungewöhnlich hohes Niveau an Diversität und Endemismus, wobei 2.909 Meeresarten mit 18,2 % Endemismus identifiziert wurden. Zu den bekanntesten Meerestieren gehören Haie, Walhaie, Rochen und Wale. Auch die Wechselwirkungen zwischen den marinen und terrestrischen Biota (z. B. Seelöwen, Meeres- und Landleguane und Seevögel) sind außergewöhnlich. Die jüngste Erforschung von Tiefsee-Gemeinschaften bringt immer wieder neue Erkenntnisse für die Wissenschaft hervor.“

## Flora
Auf den Galapagosinseln kommen heute 697 erfasste Pflanzenarten vor. Von den 439 heimischen Arten (die bereits vor der Entdeckung auf Galapagos vorkamen) sind 167 Arten endemisch (auf Galapagos entstanden und nur dort vorkommend). Die restlichen 258 nichtheimischen Arten, die zum Teil große Probleme verursachen, wurden durch den Menschen eingeführt. Die Anzahl der nichtheimischen Pflanzenarten hat im Laufe der Jahre signifikant zugenommen und ist vermutlich inzwischen erheblich größer.
Die auf Galapagos heimischen nichtendemischen Pflanzenarten sind zum größten Teil auch im benachbarten Südamerika zu finden. Da nur wenige Arten eine Gründerpopulation auf den Inseln etablieren konnten, ist die Artenzusammensetzung auf den Inseln „disharmonisch“ im Gegensatz zur „harmonischen“ Flora des Festlandes. Es fehlen zum Beispiel die Palmen, Nadelbäume und die Bignoniaceae. Andererseits haben einzelne Pflanzengruppen eine adaptive Radiation, also eine Vermehrung der Arten durch Besetzung von freien ökologischen Nischen und Spezialisierung erfahren. Beispiele dafür sind in den Gattungen Scalesia, Opuntia und Chamaesyce zu finden.

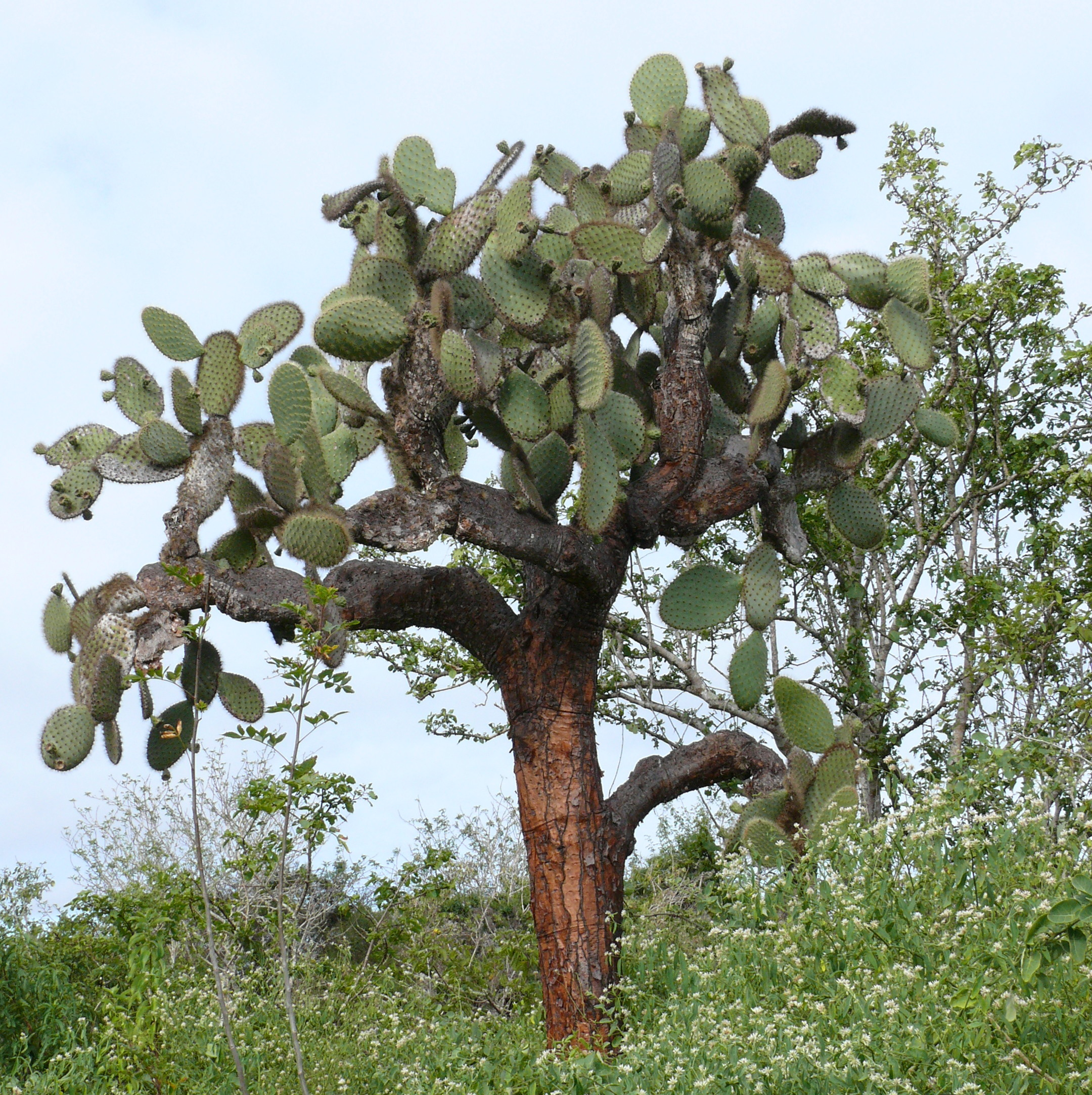
Opuntia echios, baumförmiger Feigenkaktus auf Santa Cruz, Galapagos

Auf den Galapagosinseln gibt es sieben unterschiedliche Vegetationszonen in Abhängigkeit von der Höhenlage. Es bestehen jedoch erhebliche Unterschiede in der Ausprägung der Vegetationszonen zwischen den verschiedenen Inseln. Auf San Cristóbal gibt es z. B. nur vier dieser Zonen. Auf der Insel Española ist nur die trockene Küstenzone und die Übergangszone vorhanden. Auf Fernandina ist die Vegetation auf die von Lava verschonten „Vegetationsinseln“ beschränkt und man findet eine hochreichende Trockenzone sowie die Zone des Scalesia-Waldes. In der hier vorgestellten Art sind die Vegetationszonen insbesondere auf Santa Cruz ausgeprägt:
1. Litoral- oder Küstenzone (vom Meeresspiegel bis etwa 10 m), mit salzwasserresistenten Pflanzen. An steinigen geschützten Küstenabschnitten vier Mangrovenarten, oft Mangrovenwälder (Avicennia germinans, Conocarpus erectus, Laguncularia racemosa, Rhozophora mangle). An sandigen Stränden sukkulente Kräuter und Sträucher, z. B. Ipomoea pes-caprae, Nolana galapagensis (endemisch), Heliotropium curassavicum, Cryptocarpus pyriformis. In dieser Zone sind nur relativ wenige endemische Arten.

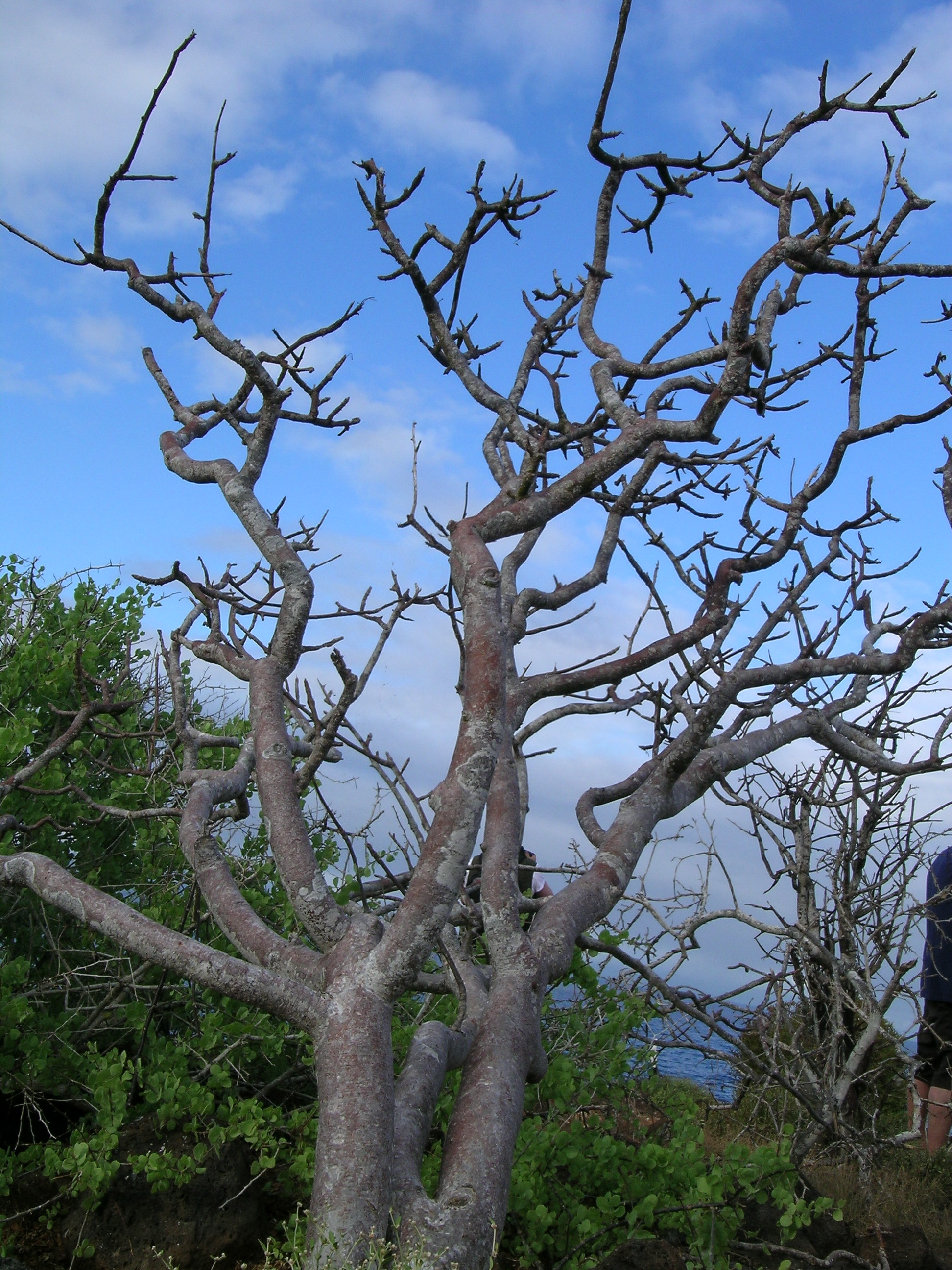
Bursera graveolens, häufiger Baum der Trockenzone, die meiste Zeit im Jahr ohne Blätter.

2. Bursera graveolens, häufiger Baum der Trockenzone, die meiste Zeit im Jahr ohne Blätter.Trockenzone (10 bis ca. 100 m), während der Regenzeit mit einer grünen Buschlandschaft, flächenmäßig die größte Vegetationszone mit der größten Anzahl an Endemiten; es gibt Wälder mit laubabwerfenden Bäumen und Sträuchern, die in der Trockenzeit kahl sind. Besonders auffällig sind die beiden Arten von Bursera (B. graveolens und B. malacophylla, von denen die zweite endemisch ist) mit ihren kahlen weißen Stämmen.[29] Weitere häufige Bäume sind Croton scouleri, Prosopis juliflora und Parkinsonia aculeata. Häufige Büsche sind Cryptocarpus pyriformis, Castela galapageia (endemisch), Scutia pauciflora und Cordia lutea. Häufige Winden sind Galápagos-Passionsblume (Passiflora foetida var. galapagensis) und zwei Arten von Cuscuta (C. acuta, C. gymnocarpa, beide endemisch). Folgende Kakteen sind in dieser Zone zu finden: Der Galápagos-Säulenkaktus Jasminocereus thouarsii (endemische Gattung mit nur einer Art) und der ebenfalls endemische Lavakaktus Brachycereus nesioticus, sowie sechs endemische Arten von Opuntien mit mehreren Variationen. Die Opuntien können baumförmig sein, was eine Anpassung an den Fraß von Schildkröten und Landleguanen ist. Besonders große Opuntien können bis zu 12 m hoch werden.[29] Die Art O. helleri kommt nur auf den nördlichen Inseln vor, auf denen weder Landleguane noch Schildkröten vorkommen. Diese Opuntie bildet nur niedrige Büsche und hat weiche Stacheln.[29]
3. Übergangszone (100 bis ca. 200 oder 300 m) In dieser Zone nehmen Trockensträucher und Kakteen allmählich ab; es herrscht nebliges, feuchtes Klima. Man findet hier relativ viele Sträucher und Stauden, auch zunehmend mehr Epiphyten und Flechten. Häufige Arten sind Pisonia floribunda und Psidium galapageium (endemisch).Scalesia pedunculata auf der Insel Santa Cruz

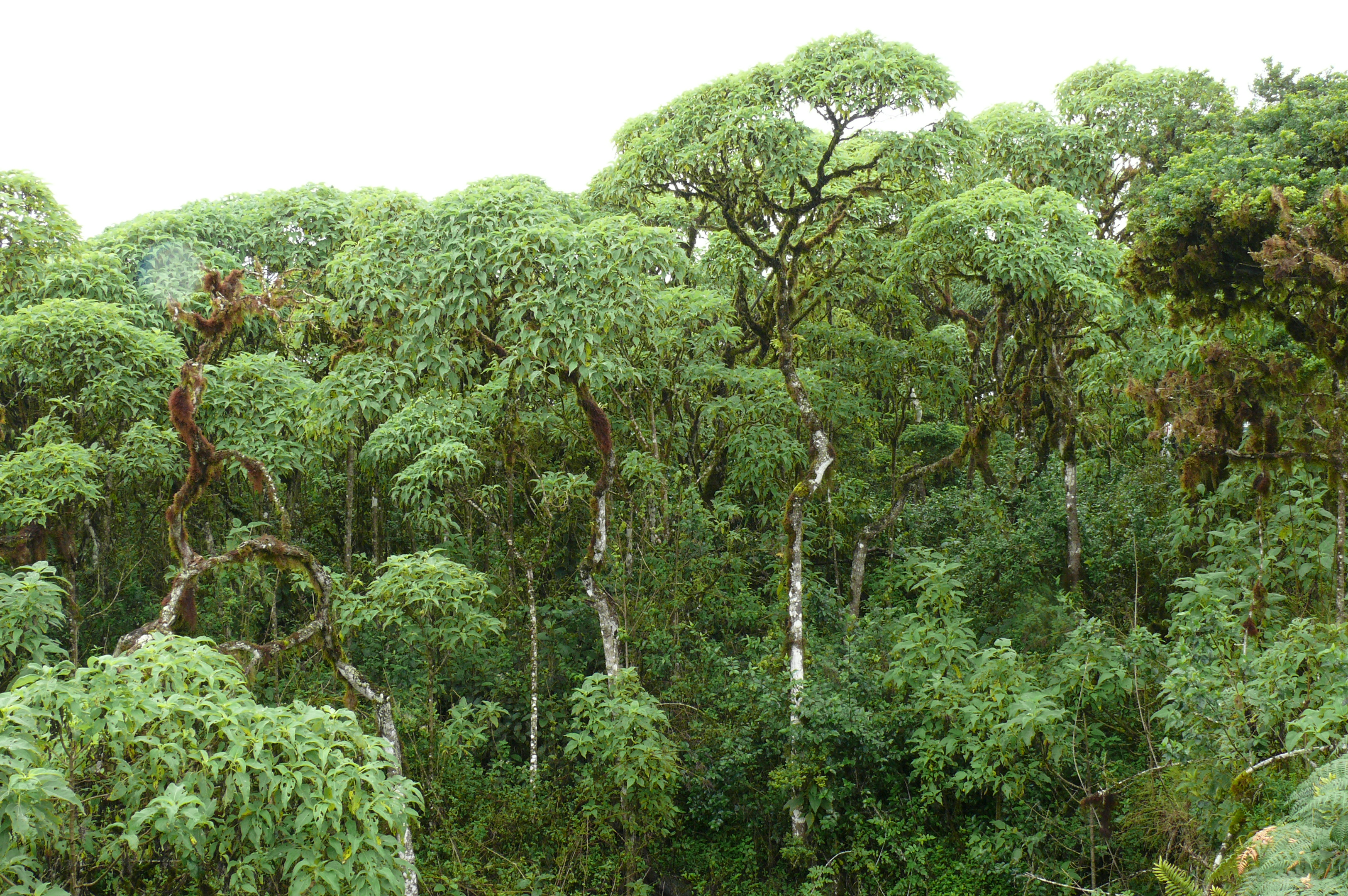
Scalesia pedunculata auf der Insel Santa Cruz

4. Scalesia-Zone (ca. 200 bis 400 m, teilweise bis 600 m) Hier wächst tropisch-feuchter Bergwald mit üppigem Pflanzenwachstum aufgrund außerordentlich fruchtbaren Bodens, durch häufige Niederschläge (vorwiegend als feiner Nieselregen, Garua genannt) und die hohe Luftfeuchtigkeit ist er das ganze Jahr über grün. Diese Vegetationszone ist vor allem durch Scalesia pedunculata gekennzeichnet (auf Santa Cruz, San Cristóbal und Santiago). Scalesia ist eine endemische Gattung mit mindestens 10 Arten, die vermutlich auf eine Art zurückgehen.[30] Diese (mit der Sonnenblume verwandten) Korbblütler haben sich auf Galapagos zu Bäumen entwickelt, was innerhalb dieser Familie eher selten ist. In der Scalesia-Zone sind Laub- und Lebermoose häufig, aber auch Farne, Orchideen, Peperomia (4 Arten, drei davon endemisch[30]) und die einzige auf Galápagos vorkommende Bromelienart Racinaea insularis.[31] Auf Grund der Fruchtbarkeit der Böden und der Feuchtigkeit wurden große Teile dieser Zone in Kulturland umgewandelt.[27]
5. Braune Zone (ca. 400–450 m). Es herrschen als Bäume und Büsche Psidium galapageium, Acnistus ellipticus (endemisch) und Zanthoxylum fagara sowie Tournefortia pubescens (endemisch) vor. Diese sind mit zahlreichen Epiphyten (Moose, Lebermoose, Farne) bewachsen, die in der Trockenzeit eine bräunliche Färbung verursachen. Bemerkenswert sind die epiphytischen Lebermoose der Gattung Frullania (z. T. endemisch).[32] Diese Zone ist durch das Einwirken des Menschen mittlerweile fast vollständig verschwunden, einige Überreste dieser Zone findet man noch im Norden von Santa Cruz.
6. Miconia-Gestrüppzone (ca. 550 bis 700 m). Vorherrschend sind Büsche der endemischen Art Miconia robinsoniana und Farne. Auffällig sind auch epiphytische Bärlappe der Gattung Lycopodium (z. B. L. passerinoides).[25] Dieser Vegetationstyp kommt nur auf Santa Cruz und San Cristobal vor. Die Flächen sind größtenteils für landwirtschaftliche Nutzung gerodet.
7. Pampa-Graszone. Im darüber liegenden Hochland (nur in den höchsten Insellagen) wachsen vor allem Kräuter, Gräser und Farne, aber keine Bäume mehr. Erwähnenswert ist aber der bis zu 6 m hohe, endemische Baumfarn Cyathea weatherbyana, der an geschützten Stellen, in Kratern und Rinnen wächst.[26]

In den höheren Lagen (Scalesia-, Miconia- und Pampazone) der Galapagos-Inseln haben die Poaceae mit 66 Arten (davon 10 endemische Arten) und die Cyperaceae mit 35 Arten ihren Verbreitungsschwerpunkt.
Von den eingeschleppten Pflanzenarten sind folgende besonders problematisch: Psidium guajava (wegen ihrer Früchte schon 1858 eingeführt, verdrängt Scalesia und Miconia), der Chinarindenbaum, Cinchona succirubra (auf Santa Cruz eingeführt, weit verbreitet in der Miconia-Zone), Wandelröschen (Lantana camara, auf Floreana) und die Brombeere (Rubus niveus auf San Cristóbal).

## Fauna
Auf den Galapagosinseln und um sie herum herrscht großer Artenreichtum. Viele Arten, die nur dort heimisch sind (rund 40 Prozent), wurden auch nach den Inseln benannt. Die meisten von ihnen kommen dort endemisch vor, das heißt nirgendwo anders auf der Erde. Einige der auf den Inseln lebenden Tiere sind:
- Säugetiere

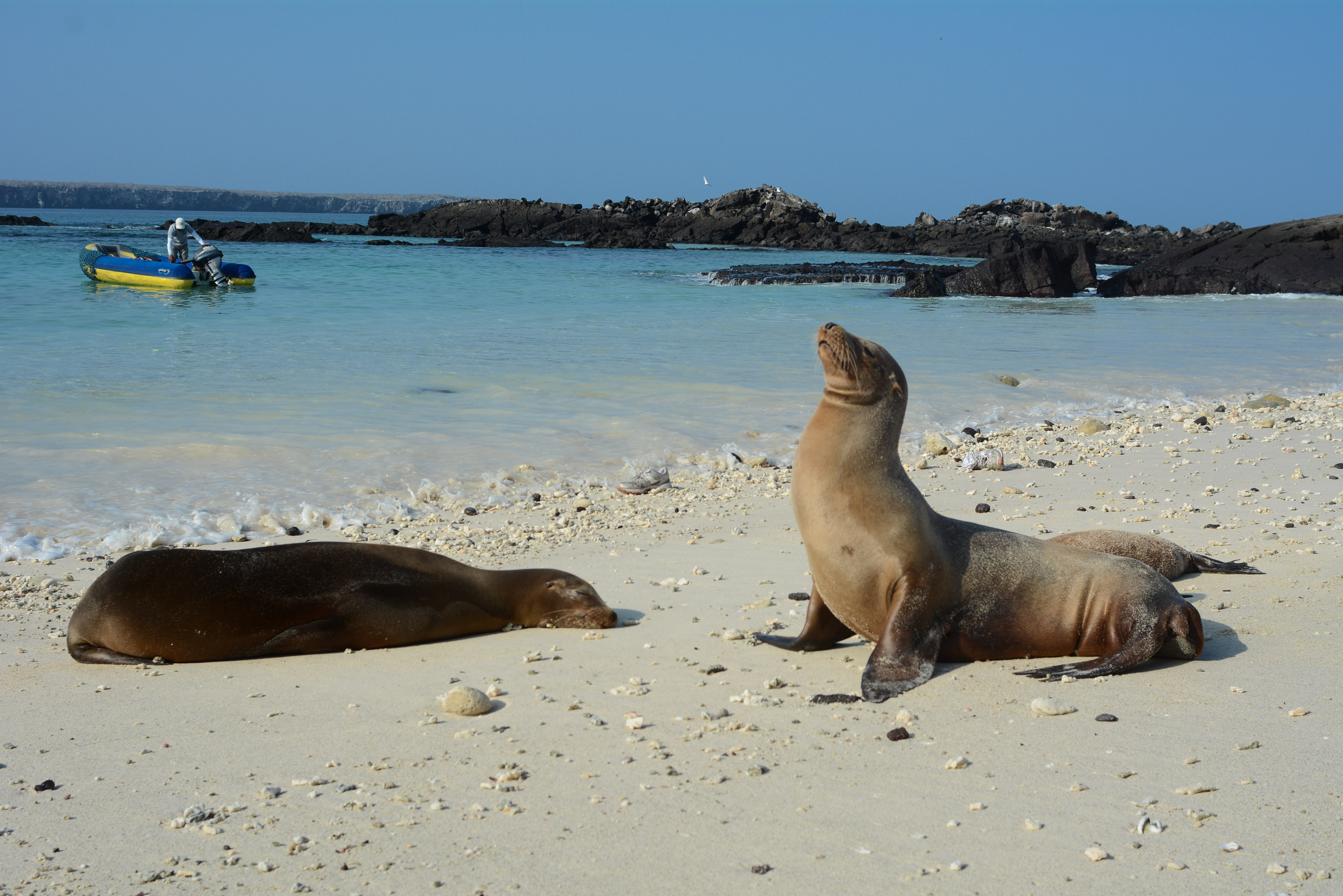
Galápagos-Seelöwe

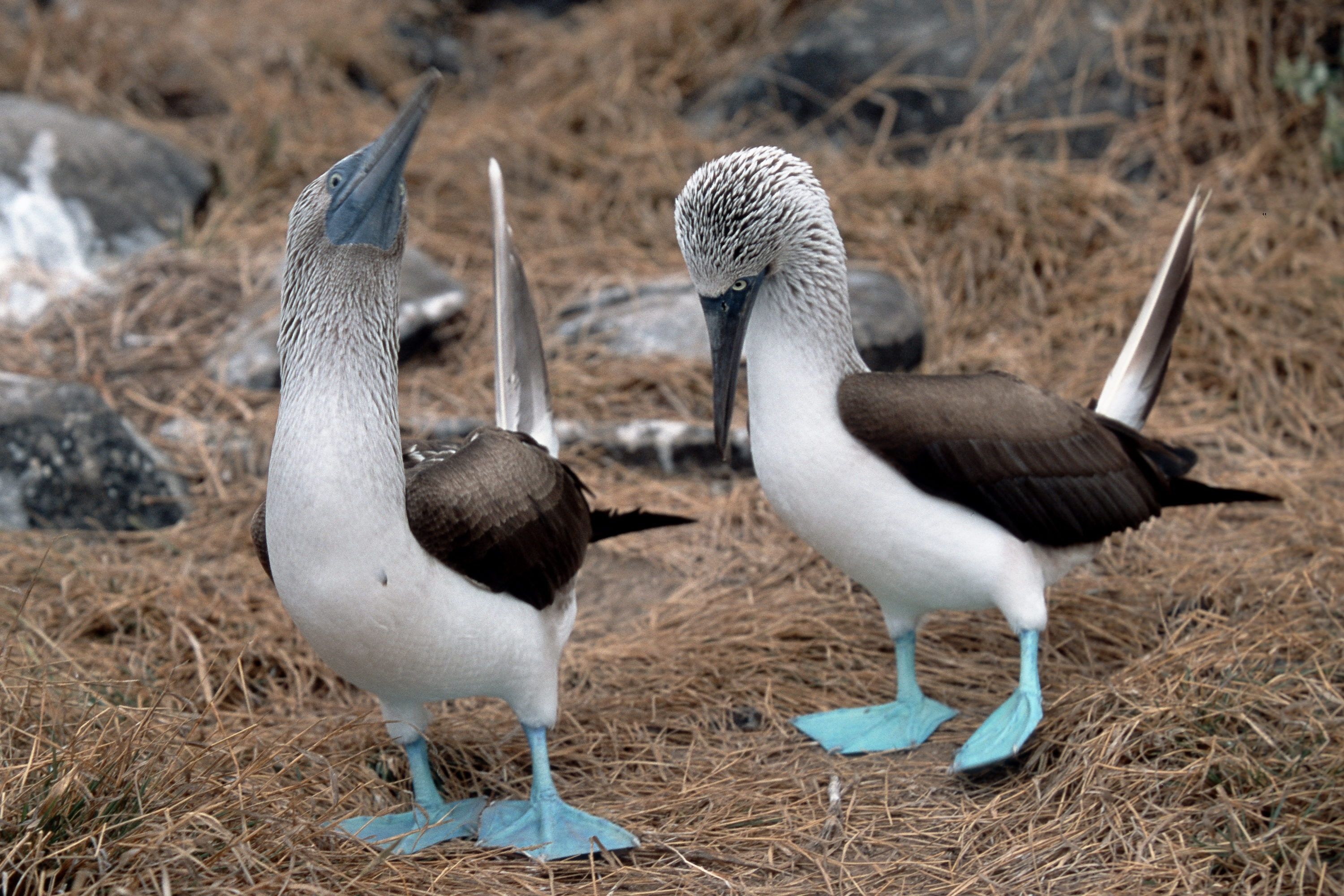
Blaufußtölpel

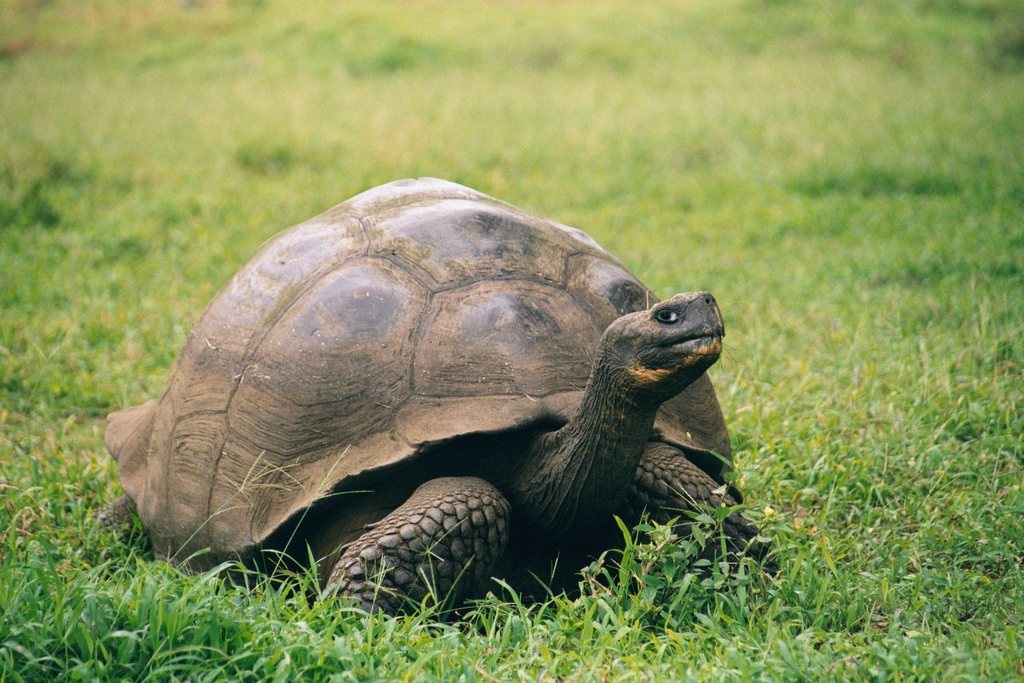
Galápagos-Riesenschildkröte

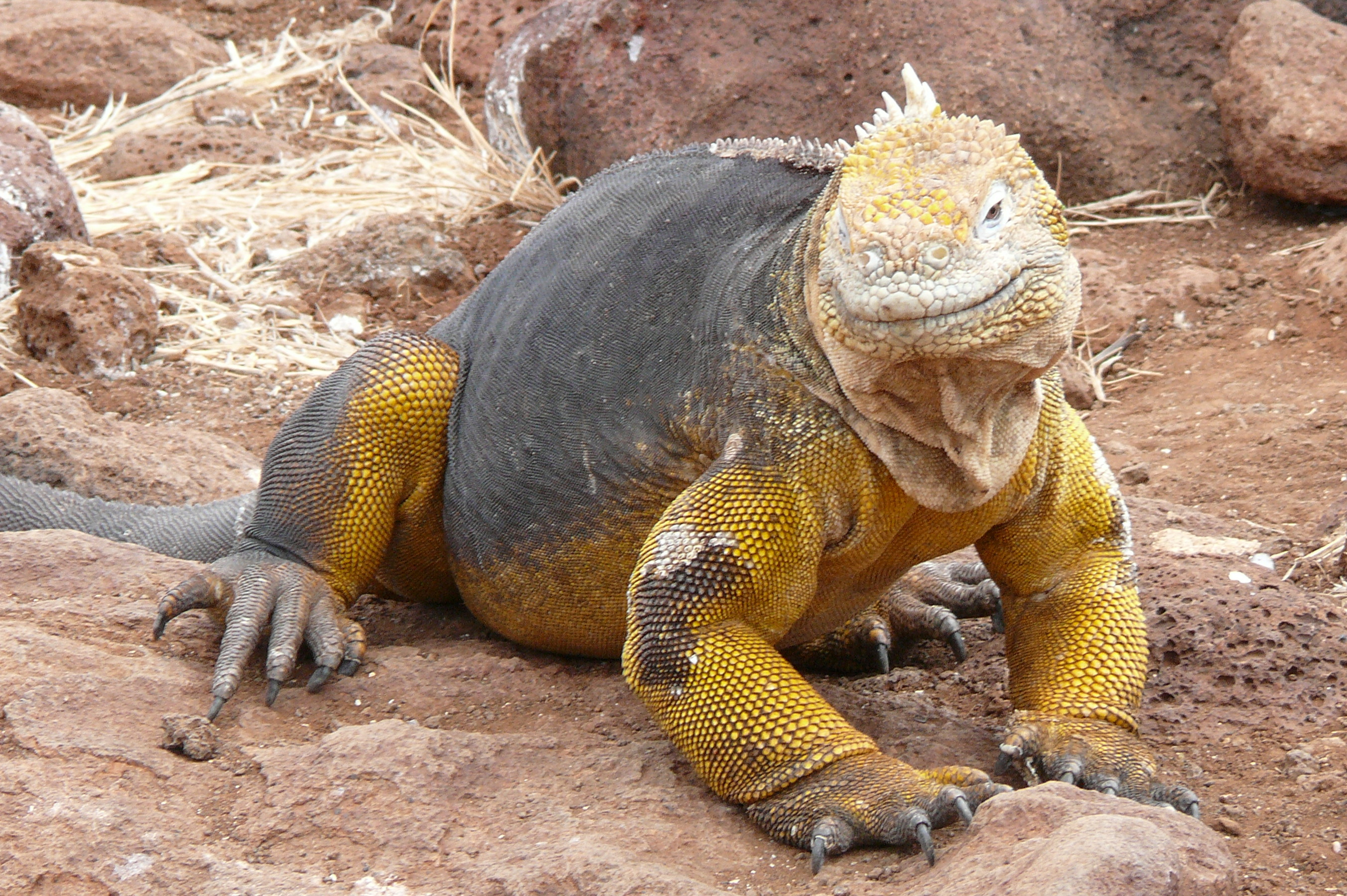
Drusenkopf

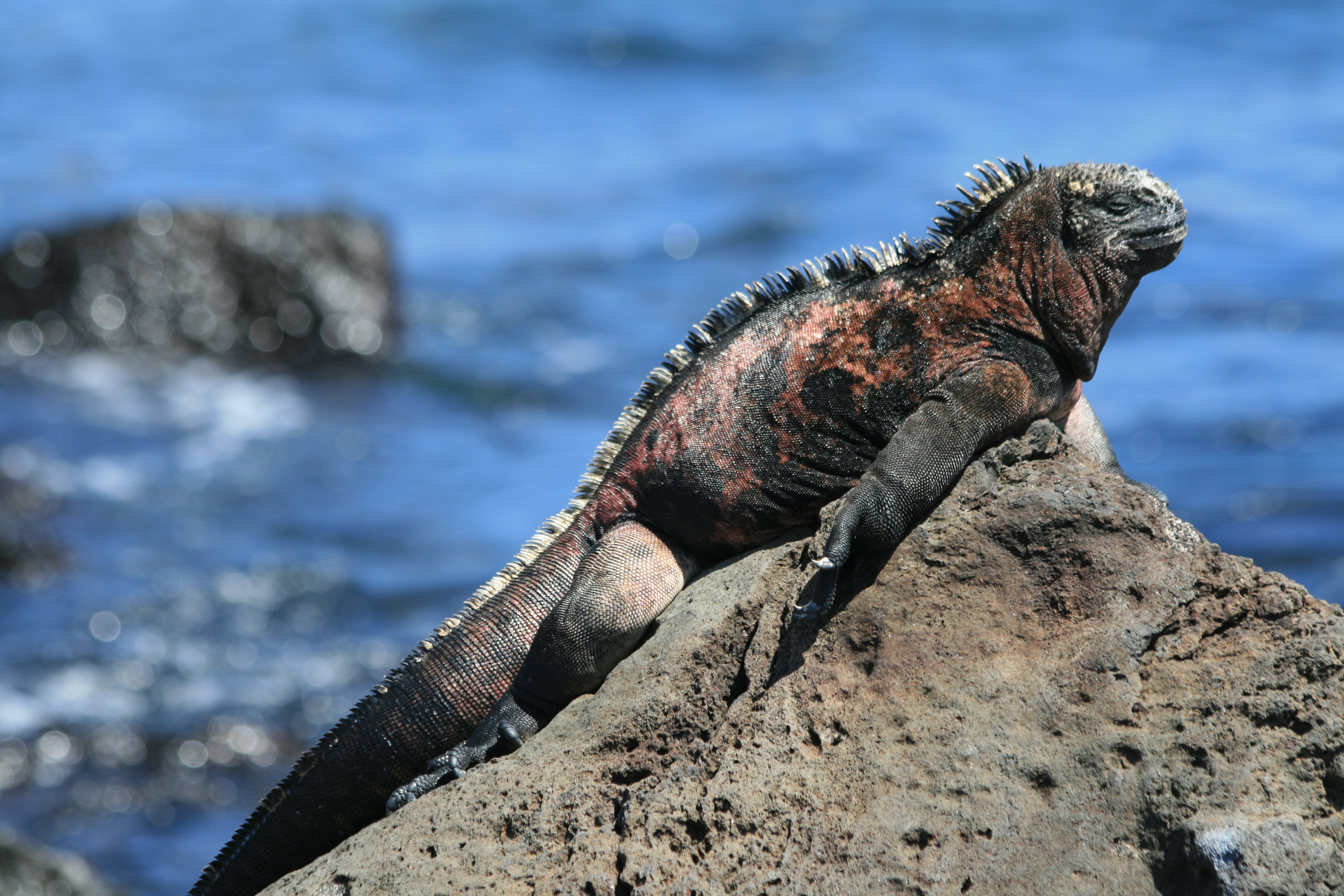
Meerechse

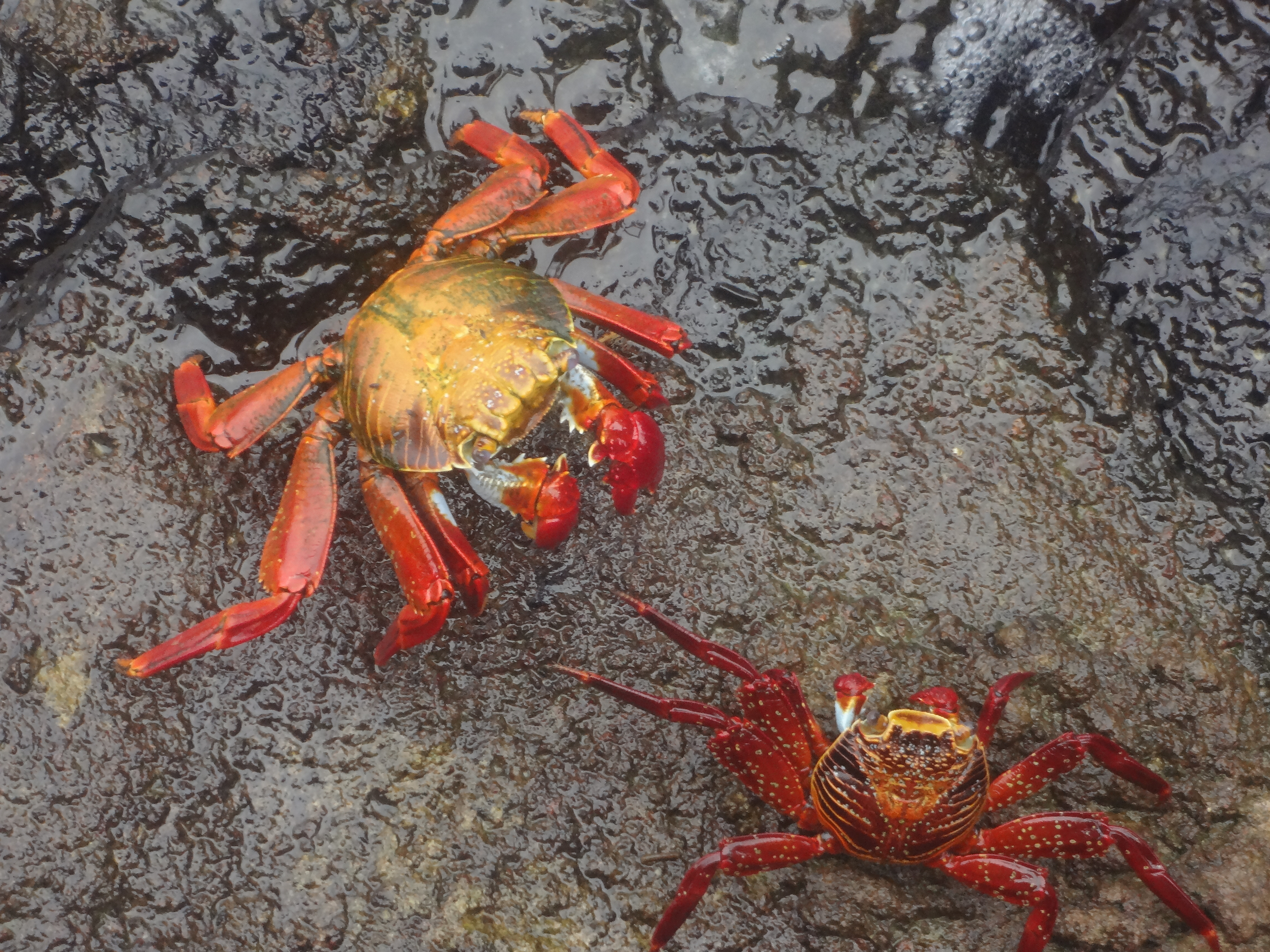
Rote Klippenkrabbe

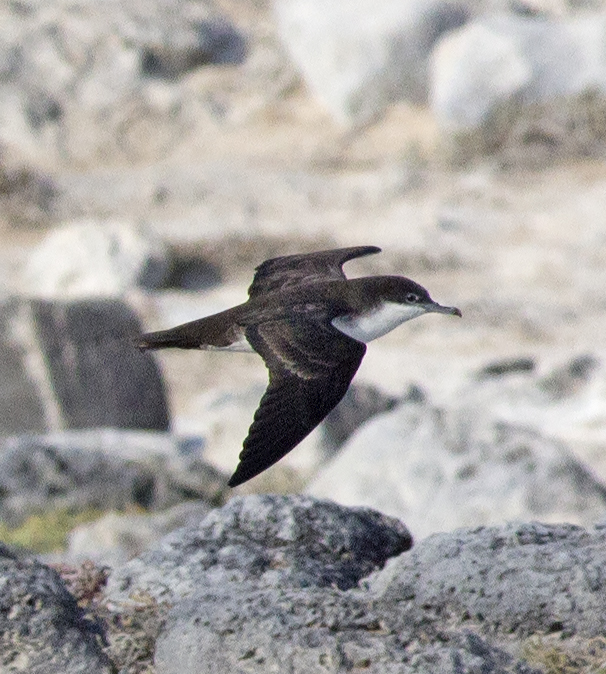
Galapagos-Sturmvogel

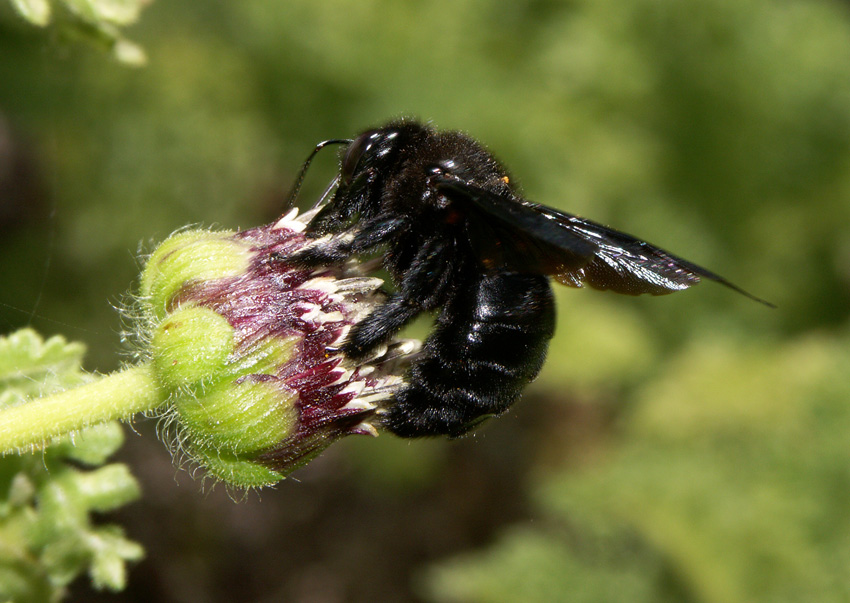
Xylocopa darwini, eine endemische Bienenart auf den Galapagos-Inseln

  - Galapagos-Seelöwe (Zalophus wollebaeki), end.
  - Galápagos-Seebär (Arctocephalus galapagoensis), end.
  - Galápagos-Reisratten (Nesoryzomys), end.
  - Galápagos-Schildreisratte (Aegialomys galapagoensis syn. Oryzomys galapagoensis), end.
  - Haarschwanzfledermäuse (Lasiurus), zwei Arten
  - Mähnenrobbe (Otaria flavescens)
- Vögel, 149 Arten (inkl. Zugvögel, ohne nur selten anzutreffende Arten)[34]
  - Amerikanischer Sandregenpfeifer (Charadrius semipalmatus)
  - Amerikanischer Stelzenläufer (Himantopus mexicanus)
  - Aztekenmöwe (Larus atricilla)
  - Bahamaente (Anas bahamensis)
  - Bindentaucher (Podilymbus podiceps)
  - Blauflügelente (Anas discors)
  - Blaufußtölpel (Sula nebouxii)
  - Bindenfregattvogel (Fregata minor)
  - Braunmantel-Austernfischer (Haematopus palliatus)
  - Brauner Pelikan (Pelecanus occidentalis)
  - Darwinfinken (Geospizinae), 13 Arten, end.
  - Drosseluferläufer (Tringa macularia)
  - Falkennachtschwalbe (Chordeiles minor)
  - Feenseeschwalbe (Gygis alba)
  - Fischadler (Pandion haliaetus)
  - Fluss-Seeschwalbe (Sterna hirundo)
  - Franklinmöwe (Larus pipixcan)
  - Gabelschwalbe (Progne modesta)
  - Gabelschwanzmöwe (Creagrus furcatus), end.
  - Galápagosbussard (Buteo galapagoensis)
  - Galápagos-Pinguin (Spheniscus mendiculus), end.
  - Galápagos-Schleiereule
  - Galápagos-Ohreule (Asio galapagoensis)
  - Galápagos-Taube (Zenaida galapagoensis)
  - Galapagosralle (Laterallus spilonotus)
  - Galapagosscharbe (Phalacrocorax harrisi), end.
  - Galapagosalbatros (Phoebastria irrorata), end.
  - Galapagoswellenläufer (Oceanodroma tethys)
  - Galapagosschopftyrann (Myiarchus magnirostris), end.
  - Galápagosspottdrosseln (Nesomimus), vier Arten, end.
  - Glattschnabelani (Crotophaga ani), Neozoon
  - Goldschnabel-Sumpfhuhn (Mustelirallus erythrops)
  - Goldwaldsänger (Dendroica petechia)
  - Großer Gelbschenkel (Tringa melanoleuca)
  - Hudsonbrachvogel (Numenius hudsonicus)
  - Kanadareiher (Ardea herodias)
  - Kiebitzregenpfeifer (Pluvialis squatarola)
  - Kleiner Gelbschenkel (Tringa flavipes)
  - Kleiner Schlammläufer (Limnodromus griseus)
  - Kleiner Mangrovenkuckuck (Coccyzus melacoryphus)
  - Königsseeschwalbe (Sterna maxima)
  - Kuba-Flamingo (Phoenicopterus ruber)
  - Kuhreiher (Bubulcus ibis)
  - Krabbenreiher (Nyctinassa violacea)
  - Galapagos-Sturmvogel (Pterodroma phaeopygia)
  - Lavamöwe (Larus fuliginosus), end.
  - Lavareiher (Butorides sundevalli), end.
  - Madeirawellenläufer (Oceanodroma castro)
  - Mangrovereiher (Butorides striatus)
  - Nazcatölpel (Sula granti)
  - Noddiseeschwalbe (Anous stolidus)
  - Odinshühnchen (Phalaropus lobatus)
  - Prachtfregattvogel (Fregata magnificens)
  - Rauchschwalbe (Hirundo rustica)
  - Reisstärling (Dolichonyx oryzivorus)
  - Rotschnabel-Tropikvogel (Phaeton aethereus)
  - Rotschwanz-Tropikvogel (Phaethon rubricauda)
  - Rotfußtölpel (Sula sula websteri)
  - Rubintyrann (Pyrocephalus rubinus)
  - Sanderling (Calidris alba)
  - Schlammtreter (Tringa semipalmata)
  - Silberreiher (Ardea alba)
  - Steinwälzer (Arenaria interpres)
  - Teichralle (Gallinula chloropus)
  - Thorshühnchen (Phalaropus fulicaria)
  - Wiesenstrandläufer (Calidris minutilla)
  - Wilsonwassertreter (Phalaropus tricolor)
  - Wanderfalke (Falco peregrinus)
  - Wanderwasserläufer (Tringa incana)
- Reptilien
  - Galapagos-Landleguane (Conolophus), drei Arten, end.
  - Galapagos-Riesenschildkröten (Chelonoidis sp.), 15 Arten, end.
  - Geckos (Phyllodactylus), sechs Arten
  - Meerechse (Amblyrhynchus cristatus), end.
  - Lavaechsen (Microlophus), sieben Arten
  - Schlanknattern (Alsophis), zwei Arten
  - Pseudalsophis, eine Natterngattung mit 12 Arten auf den Galapagosinseln.[35]
- Wirbellose Tiere
  - Ameisen, ca. 20 Arten
  - Galapagos-Holzbiene (Xylocopa darwini)
  - Galapagos Skorpion (Hadruroides maculatus galapagoensis)
  - Galapagos-Winkerkrabbe (Uca helleri)
  - Galapagos-Hundertfüßer (Scolopendra galapagoensis)
  - Käfer, ca. 200 Arten
  - Landschnecken (Bulimulus), ca. 60 Arten
  - Rote Klippenkrabbe (Grapsus grapsus)

## Tourismus
Der Tourismus ist auf den Galapagosinseln inzwischen die größte Einnahmequelle, aber zugleich auch die größte Bedrohung für das sensible Ökosystem und die Tierwelt des Archipels.
Die Touristen kommen in der Regel per Flugzeug auf den Inseln an (Flughafen Seymour (IATA-Code: GPS) und Flughafen San Cristóbal (IATA-Code: SCY)) und treten dann eine meist organisierte Gruppenreise an. Bei den Gruppenreisen handelt es sich um Kreuzfahrten oder um landbasierte Rundreisen, wobei sich die landbasierten Rundreisen mit Hotelübernachtungen inzwischen größerer Beliebtheit erfreuen. Die wichtigsten Städte mit Übernachtungsmöglichkeiten und bedeutendsten Häfen für die Kreuzfahrttouristen sind: Baltra (nur Hafen – keine Übernachtungsmöglichkeiten), Puerto Ayora (Insel Santa Cruz), Puerto Baquerizo Moreno (Insel San Cristóbal) und Puerto Villamil (Insel Isabela). Aufgrund des Einschreitens der UNESCO werden die Touristenströme inzwischen sehr stark kontrolliert und gelenkt. Seit 2009 wurde hierfür ein neues Kontrollsystem eingeführt: die sogenannte INGALA-Transit-Kontrollkarte (Spanisch: Tarjeta de Control de Transito TCT). Hierbei handelt es sich um eine Art elektronisches Visum, das vor Abflug auf die Inseln erworben werden muss. Die Idee hinter diesem Visum ist, die illegale Einwanderung vor allem von Arbeitskräften, seien es Ausländer oder Einheimische, besser kontrollieren und verfolgen zu können.
Nationalparkregeln
Zur Erhaltung der Inselwelt sowie zum Schutz von Flora und Fauna wurden folgende Regeln festgelegt:
- Alle Besucher müssen von zertifizierten Nationalparkführern begleitet werden. Besucher dürfen die Inseln nur auf markierten Pfaden betreten und müssen die Parkregeln befolgen.
- Tiere dürfen nur ohne Blitz fotografiert werden.
- Das Mitbringen von fremden Organismen (tierisch oder pflanzlich) ist strengstens verboten.
- Die Zerstörung oder das Entwenden von Pflanzen, Tieren oder Teilen davon ist streng verboten.
- Beim Beobachten von Tieren ist ein Mindestabstand von 2 Metern einzuhalten.
- Das Berühren, Füttern oder Stören von Tieren ist verboten.
- Zelten ist nur an bestimmten Stellen außerhalb des Nationalparks und mit Genehmigung gestattet.
- Rauchen oder Lagerfeuer sind innerhalb des Nationalparks ausdrücklich verboten.
- Das Hinterlassen von Abfall auf den Inseln oder im Meer ist verboten.
- Es sollen keine Souvenire aus Teilen von Pflanzen oder Tieren gekauft werden.
- Das Bemalen oder Beschreiben von Steinen oder Einritzen von Bäumen und Blättern ist nicht gestattet.
- Fischen ist mit spezieller Fischerei-Genehmigung erlaubt.
- Sportliche Aktivitäten wie Wasserski, Jetski, Gleitschirmfliegen, Drachenfliegen oder Hubschrauberfliegen sind verboten.

Die für den Tourismus bedeutendsten Inseln sind: die Insel Santa Cruz mit der Stadt Puerto Ayora (touristisches Zentrum des Archipels mit sehr guter touristischer Infrastruktur), die Insel San Cristóbal mit der Stadt Puerto Baquerizo Moreno (Verwaltungssitz und zweitwichtigster Flughafen), die Insel Isabela mit der Stadt Puerto Villamil (man findet hier ebenfalls einen kleinen Flughafen) sowie Floreana mit der Siedlung Puerto Velasco Ibarra. Die touristische Bedeutung der Insel Baltra bzw. South Seymour beschränkt sich auf den Besitz des wichtigsten Flug- und Kreuzfahrthafens.
Statistik
Auf den Galapagosinseln gab es im Jahr 2008 insgesamt 77 Schiffe, die über ein gültiges Patent verfügten und Touristen befördern durften. Insgesamt gab es jedoch 86 Patente, mit denen pro Woche maximal 1.866 Touristen befördert werden durften.
Die Inseln wurden im Jahr 1979 noch von nur insgesamt 11.765 Touristen besucht. 2004 wurde die 100.000er-Grenze überschritten (mit 108.948 Touristen), 2013 mit 204.000 Ankünften die 200.000er-Marke. Auch in den folgenden Jahren blieben die Besucherzahlen in derselben Größenordnung. Dann kam es zu einem Anstieg auf ca. 241.000 im Jahr 2017 und auf über 270.000 Besucher (seit 2018).
Im Jahr 2019 war ein Drittel der Besucher ecuadorianischer Nationalität. Die größten Gruppen ausländischer Touristen stammten aus den USA (29 %), dem Vereinigten Königreich, Deutschland (je 5 %) und Kanada (4 %). Im Jahr 2008 bereiste ein Großteil der Touristen (52 %) die Galapagosinseln noch per Schiff während einer der zahlreich angebotenen Kreuzfahrten, während es 2015 nur noch 32 % waren. Die Ankünfte per Flugzeug verteilten 2019 sich auf die Flughäfen Baltra (72 %) und San Cristobal (28 %).

## Videos
- Patrick Morris: Naturwunder Galapagos. Inseln, die die Welt veränderten. BBC Germany, 2007.
- Heinz Sielmann: Galápagos. Erlebnisse und Erkenntnisse. 2004, ISBN 3-8312-1830-7.
- Video: Seevögel von Galapagos. Institut für den Wissenschaftlichen Film (IWF) 1984, zur Verfügung gestellt von der Technischen Informationsbibliothek (TIB), doi:10.3203/IWF/D-1530.